# Brecht-Weigel-Haus
Das Brecht-Weigel-Haus ist ein Museum und eine Gedenkstätte für das Künstlerehepaar Bertolt Brecht und Helene Weigel in Buckow im Landkreis Märkisch-Oderland in Brandenburg.
Das denkmalgeschützte Gebäudeensemble erhielt sein heutiges Gesicht weitgehend nach 1910, als der Bildhauer Georg Roch aus Berlin-Schöneberg die Liegenschaft kaufte. Nach Plänen von Bruno Möhring ließ er das Atelierhaus bauen, ein giebelständiger Putzbau mit Mansardgiebeldach und Elementen des sogenannten Heimatstils. Plastiken Rochs zieren das Anwesen noch heute. In dem angekauften Sommerwohnsitz arbeiteten der Dramatiker und Lyriker Bertolt Brecht und die Schauspielerin und Intendantin des Berliner Ensembles Helene Weigel seit 1952, Helene Weigel auch nach dem Tod Brechts 1956 bis zu ihrem Tod 1971. Hier schrieb Brecht im Juli/August 1953 den Gedichtzyklus Buckower Elegien. Seit 1977 dient das Haus als Erinnerungs- und Veranstaltungsort.

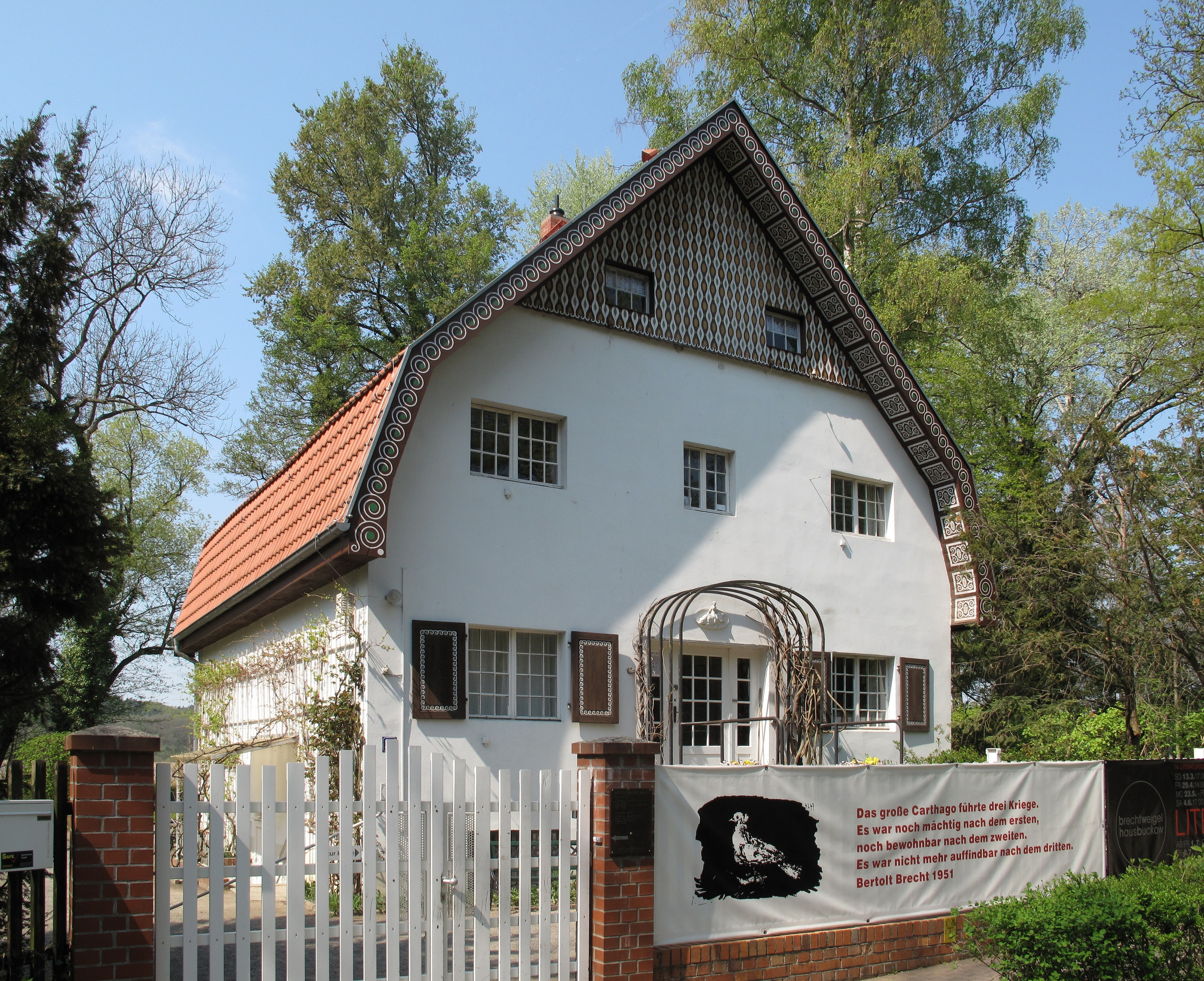
Die „Eiserne Villa“, Straßenseite

## Lage und Umgebung
Das Brecht-Weigel-Haus liegt rund 50 Kilometer östlich von Berlin am Ostufer des Schermützelsees. Das Haus befindet sich am Südende der Bertolt-Brecht-Straße, die an der Werderfließbrücke in den Wanderweg zum Weißen See übergeht. Der Weg ist Teil des Europäischen Fernwanderwegs E11, des Rundwegs um den Schermützelsee und des Terrainkurwegenetzes des Kneippkurorts Buckow. Schräg gegenüber dem Haus beginnt am Werderfließ die Buckowseepromenade, die am südwestlichen Ufer des Buckowsees entlangführt. Die Bertolt-Brecht-Straße und die nördlich folgende Ringstraße sind mit zahlreichen Villen aus der Gründerzeit bebaut, die in dem hügeligen Werder zwischen den Seen zum Teil hoch über dem Ostufer des Schermützelsees und zum Teil als Baudenkmal unter Schutz stehen. Dazu gehört das Brecht-Weigel-Haus, das im unteren Teil der Straße leicht über dem 26,5 Meter hohen Wasserspiegel des Schermützelsees liegt. Der See ist mit 137 Hektar das größte Gewässer der Märkischen Schweiz und im Zentrum des gleichnamigen Naturparks als Natura 2000/FFH-Gebiet ausgewiesen.

## Baugeschichte und Anwesen
Das Anwesen und das Gebäudeensemble erhielten ihr heutiges Gesicht weitgehend nach 1910, als der Bildhauer Georg Roch aus Berlin-Schöneberg die Liegenschaft kaufte.

### Eiserne Villa (Atelierhaus)

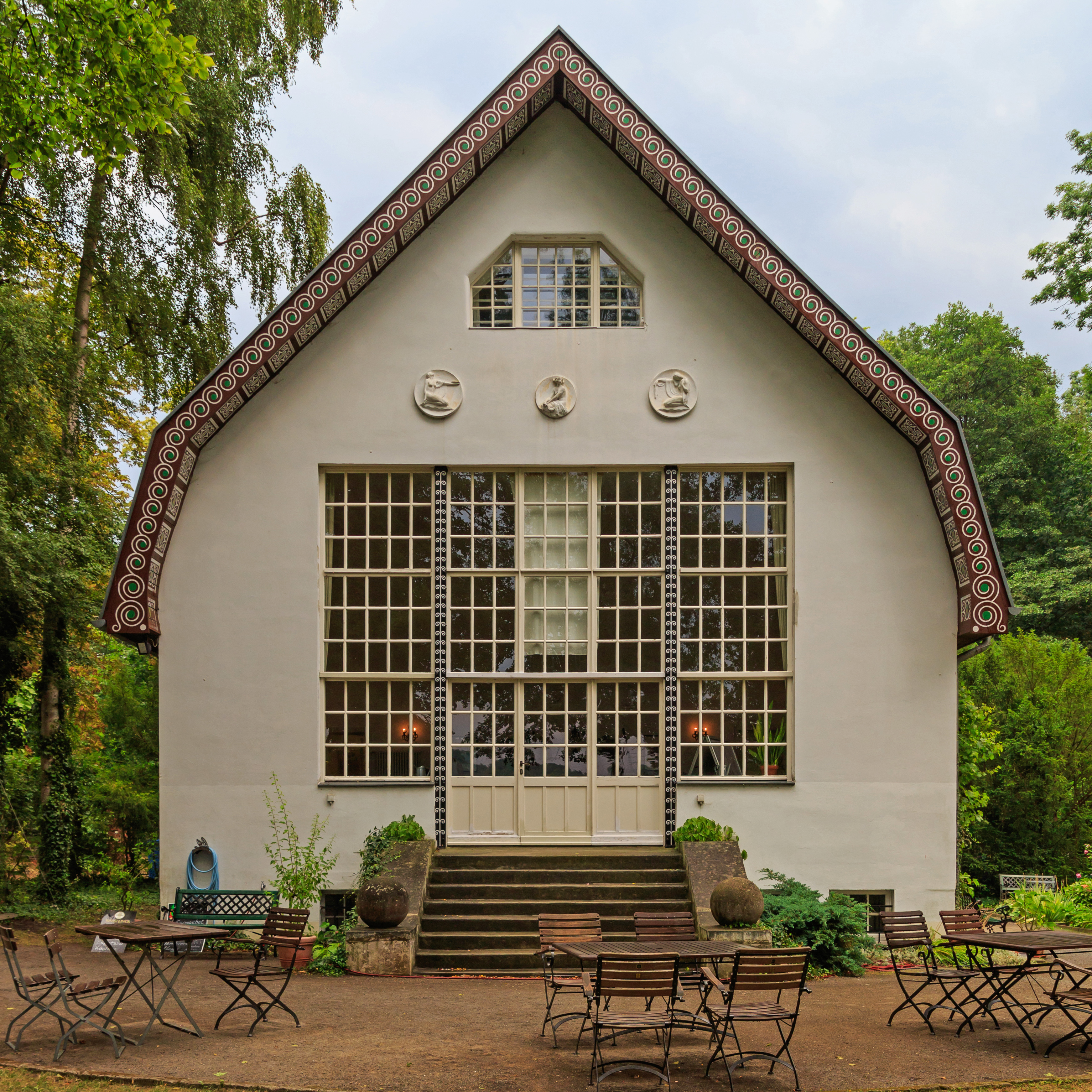
Die „Eiserne Villa“, Garten-/Seeseite

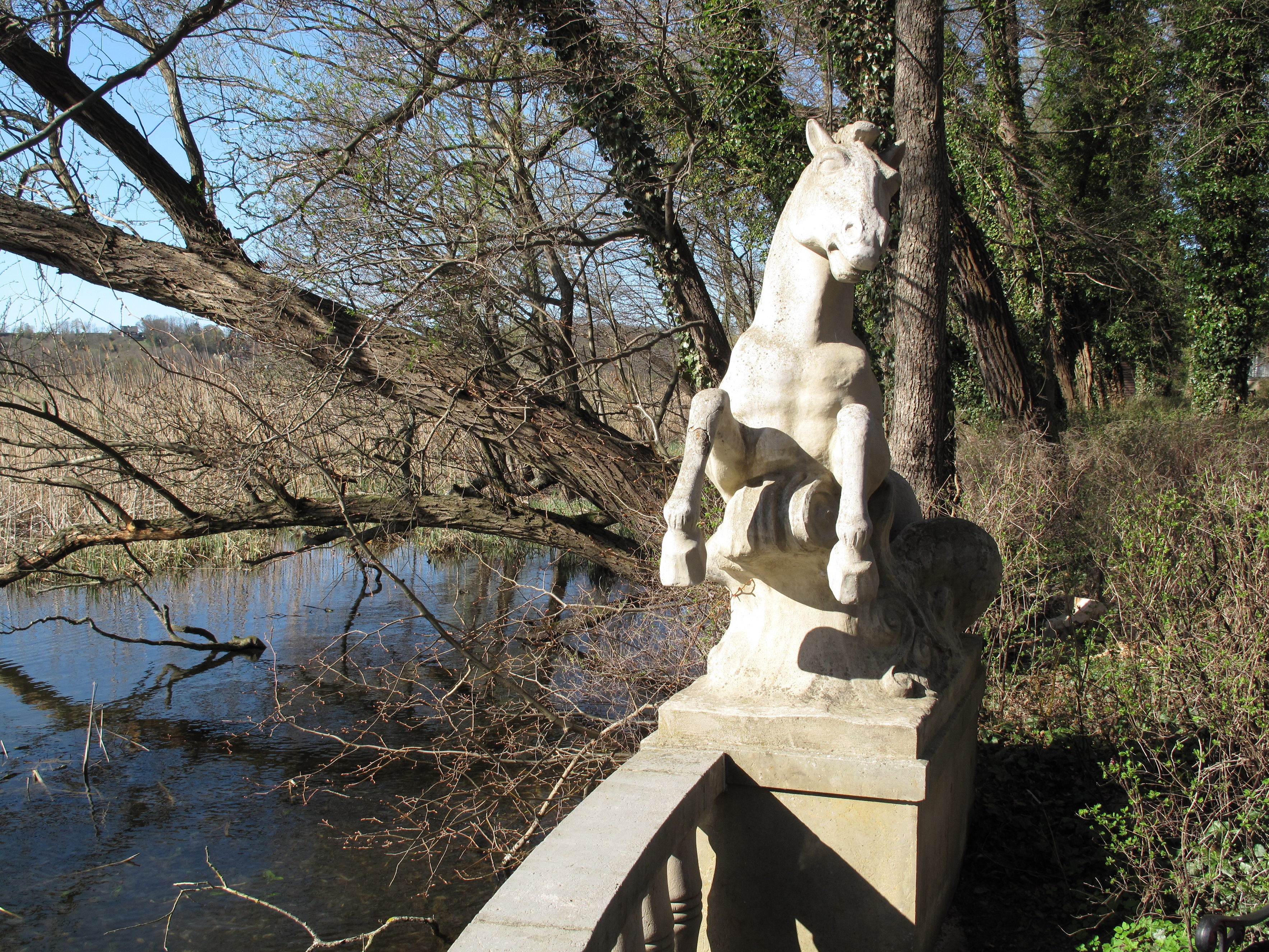
Roch-Skulptur an der Seebalustrade

Ein Vorgängerbau aus einem mit Eisenblech beschlagenen Eisengerippe, dessen Hohlräume mit Sägespänen gefüllt waren, brannte 1909 vollständig nieder. Da dieser Bau als Sommerhaus genutzt wurde und in den meisten Monaten leer stand, waren alle Fenster mit Scherengittern ausgestattet. Der Name der daher sogenannten „Eisernen Villa“ wurde auf den Nachfolgebau übertragen und wird bis heute benutzt.
Den 1911 fertiggestellten Nachfolgebau ließ Georg Roch nach Entwürfen seines Freundes Bruno Möhring als giebelständigen Putzbau mit Mansardgiebeldach und Elementen des sogenannten Heimatstils errichten. Windbretter und Fensterläden sind mit einem weiß-grünen ornamentalen Zierband versehen. Das elegante Landhaus ist vollständig auf die Bedürfnisse der Bildhauerei zugeschnitten. Das Atelier besteht aus einer geräumigen Halle, die über zwei Etagen reicht und 60 % der Grundfläche einnimmt. In Sichtachse zum See und zum Bootssteg wird die zum Garten gelegene Giebelseite durch ein dreiteiliges, mit zahlreichen Sprossen gegliedertes Atelierfenster beherrscht, das fast die gesamte Front einnimmt und gleichfalls über zwei Geschosse reicht. Das Sprossenfenster und die Halle boten Licht und Raum für große plastische Bildwerke. Über dem Atelierfenster zeugen drei Medaillons im Halbrelief von der Arbeit Rochs.

### Gartenanlage und Denkmalschutz
Auf dem Anwesen steht ferner ein Gartenhaus, das später von Brecht genutzt wurde. Das kleinere und laut Brecht nicht unedel gebaut[e] Gärtnerhaus ist mit breiten Eckfenstern ausgestattet, die wie von einer Kanzel einen Blick auf die silberne Fläche des Schermützelsees erlauben. Zum parkartigen Garten gehören zudem ein Bootshaus, ein Bootssteg und eine Balustrade am Seeufer, die zwei fischschwänzige Pferdeskulpturen Rochs einrahmen. Als architektonische Kleinode stehen nicht nur die Gebäude unter Denkmalschutz, sondern auch die seeseitigen Einrichtungen. Im Einzelnen führt die Denkmalliste an:

„Sommerwohnsitz von Bertolt Brecht und Helene Weigel, bestehend aus Atelierhaus, Chauffeur- und Gärtnerhaus mit Seitenflügel und Veranda, Pavillon über Eiskeller und Garagen, Bootshaus, Wasserturm sowie parkartiger Gartenanlage mit Seebalustrade, Brücke, Boots- und Badesteg, Gartenskulpturen, Blumengarten und straßenseitiger Grundstückseinfriedung.“

Im Garten bilden fünf Kupfertafeln mit Gedichten aus den Buckower Elegien einen Bezug zu Brechts Werk.

## Brecht und Weigel in Buckow

### Kauf des Anwesens
Nach ihrer Rückkehr nach Deutschland im Oktober 1948 und nach ihrer Niederlassung in Ost-Berlin suchte das Künstlerpaar in der spannungsreichen Zeit der beginnenden 1950er-Jahre, die sich unter anderem im Formalismusstreit manifestierte, einen ruhigen Ort, um sich von Zeit zu Zeit von den angestrengten künstlerischen und politischen Debatten zurückziehen und ungestört auf ihre Arbeit konzentrieren zu können. Nach dem Vorbild des Landsitzes der estnisch-finnischen Schriftstellerin Hella Wuolijoki, bei der sie 1940 für einige Monate Zuflucht gefunden hatten, schwebte ihnen ein stilles, waldumgebenes Landstück an einem See vor. In Buckow wurde das Paar fündig. Das Anwesen des 1943 verstorbenen Bildhauers stand zum Verkauf und Brecht notierte in sein Journal: Etwas derart wäre erschwinglich und In das größere Haus könnte man Gäste einladen. Im Frühling 1952 führten Brecht und Weigel erste Besucher durch ihr renoviertes Refugium und Brecht schrieb am 15. Juli 1952 in sein Journal: Haus und Umgebung in Buckow ist ordentlich genug, daß ich wieder etwas Horaz lesen kann. Nach einem Bericht von Käthe Rülicke-Weiler sagte Brecht nach dem Erwerb des Anwesens selbstironisch: Ich gehöre jetzt zu einer neuen Klasse – den Pächtern!

### Einrichtung und Nutzung

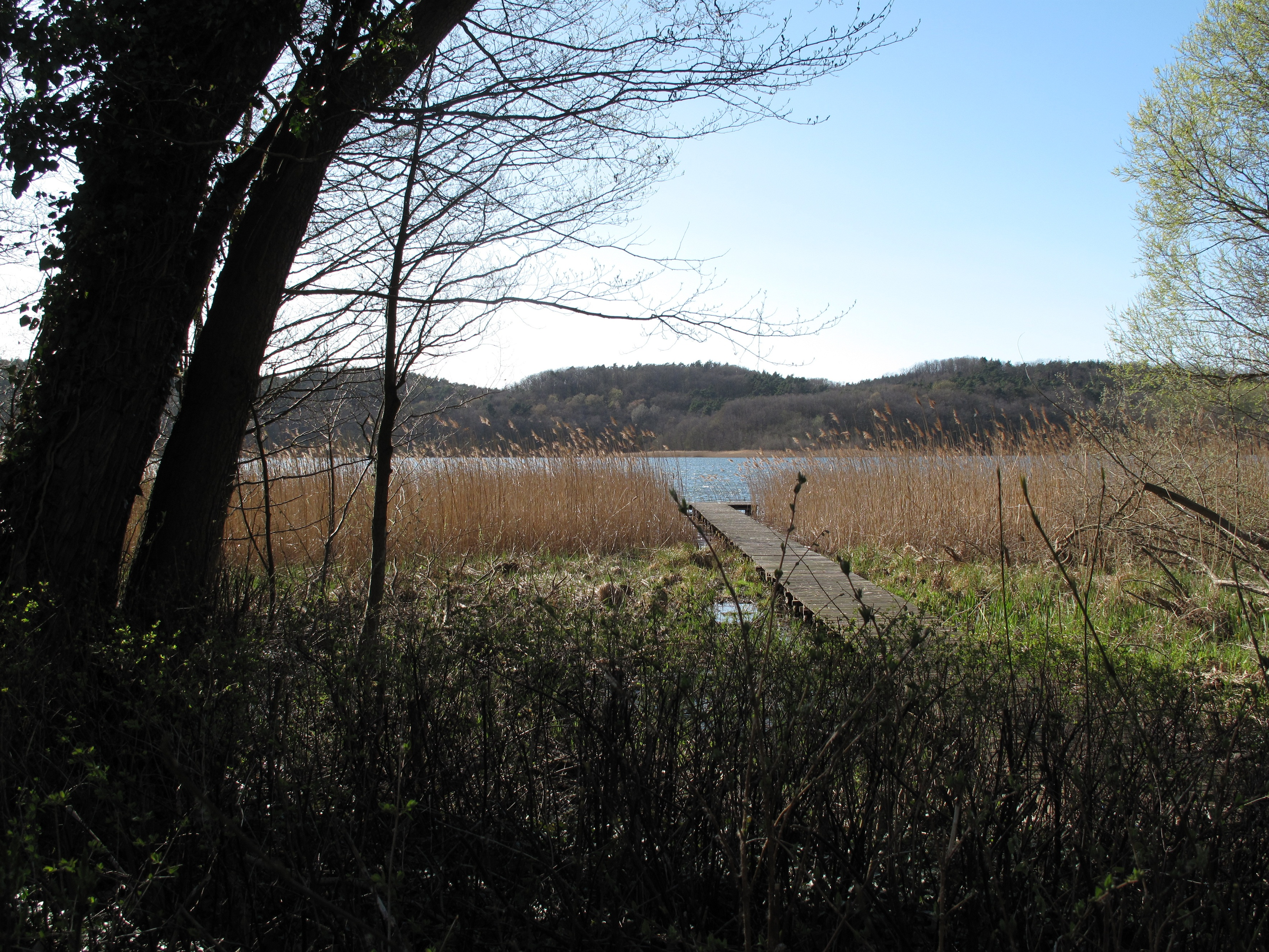
Bootssteg am Schermützelsee

Helene Weigel bezog die „Eiserne Villa“. Im Erdgeschoss neben der Halle wurden die Küche und eine Bibliothek eingerichtet, im Obergeschoss Schlaf- und Gästezimmer. Die Halle mit Blick auf den Garten und See diente als Speisezimmer und Platz für Geselligkeit und geistigen Austausch mit Freunden und Mitarbeitern. Ein langer, gescheuerter Holztisch bildete das kommunikative Zentrum des Raums. Für sich selbst platzierte Weigel am Kopf der Tafel einen Brautstuhl von 1793 mit Worpsweder Binsengeflecht. Bertolt Brecht hingegen zog zum Wohnen und ungestörten Arbeiten in das kleinere Gärtnerhaus, seine Sphäre der Isolierung. Der Autor und Verleger Bernd Erhard Fischer resümiert: So blieben Nähe und Distanz, Lebensfreude und Isolation in der Balance, und der Dichter konnte je nach Wunsch am Geschehen in der „Eisernen Villa“ teilnehmen oder sich verweigern. Seine Arbeitsräume stattete der Dichter mit Tisch und Stuhl auf den bloßen Dielen, zwei Sesseln auf der Veranda, Büchern, einem chinesischen Rollbild und Paravent schlicht aus. 1954 schrieb er an seinen Verleger Peter Suhrkamp:

„Es ist wirklich ratsam, in Häusern und mit Möbeln zu wohnen, die zumindest 120 Jahre alt sind, also in früherer kapitalistischer Umgebung, bis man eine spätere sozialistische haben wird.“

Brecht legte sich einen Spazierstock zu, trug weiße Tennisschuhe und freute sich über jeden neu entdeckten Winkel, jeden Baum und Strauch in seinem Garten. Eine Radierung von Arno Mohr aus dem Jahr 1960 zeigt Brecht mit Schiebermütze, verschränkten Händen hinter dem Rücken und Zigarillo rauchend, wie er seinem Arbeitszimmer im Gärtnerhaus zustrebt. Zur Entspannung von ihrer Theaterarbeit las Weigel Berge von Kriminalromanen, durchstreifte die Wälder auf der Suche nach Pilzen, kochte und legte Patiencen. Die Gespräche mit den zahlreichen Gästen – Regisseuren, Schauspielern, Musikern und Schriftstellern – genossen Brecht und Weigel sehr. Allerdings achtete Weigel sorgfältig darauf, dass Brechts Arbeitsruhe nicht allzu sehr gestört wurde.

### Brecht-Werke aus dieser Zeit und Buckower Elegien
Brecht arbeitete in Buckow vor allem am Theaterstück Turandot (Turandot oder der Kongress der Weißwäscher) und an seiner Fassung von Shakespeares Coriolanus. Daneben entstanden hier zahlreiche Verse wie Tannen, in die er seine Empfindungen der umgebenden Natur meist gleichnishaft einfließen ließ. Die Silber-Pappel, die beide Häuser überragte, sprach er zwar in Böser Morgen direkt an, allerdings ging es nicht um den Baum. Die Natur diente ihm auch hier zur Beschreibung der Verhältnisse unter den Menschen. Im Juli/August 1953 verfasste er den Gedichtzyklus Buckower Elegien, in dem er, wie im Gedicht Die Lösung (Wäre es da Nicht doch einfacher, die Regierung Löste das Volk auf und Wählte ein anderes?), in der poetischen Reflexion der Ereignisse des 17. Juni 1953 gegenüber der DDR-Regierung eine deutlich distanzierte Haltung einnahm.

### Kontakt zu den Buckowern

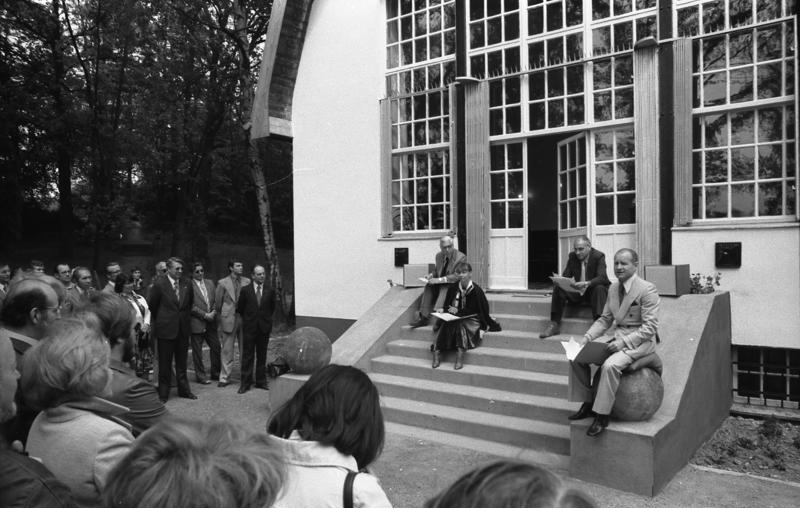
Lesung aus den Werken Brechts und Weigels durch Künstler des Berliner Ensembles am 1. Juni 1977 (von links nach rechts: Willi Schwabe, Jutta Hoffmann, Manfred Wekwerth, Ekkehard Schall)

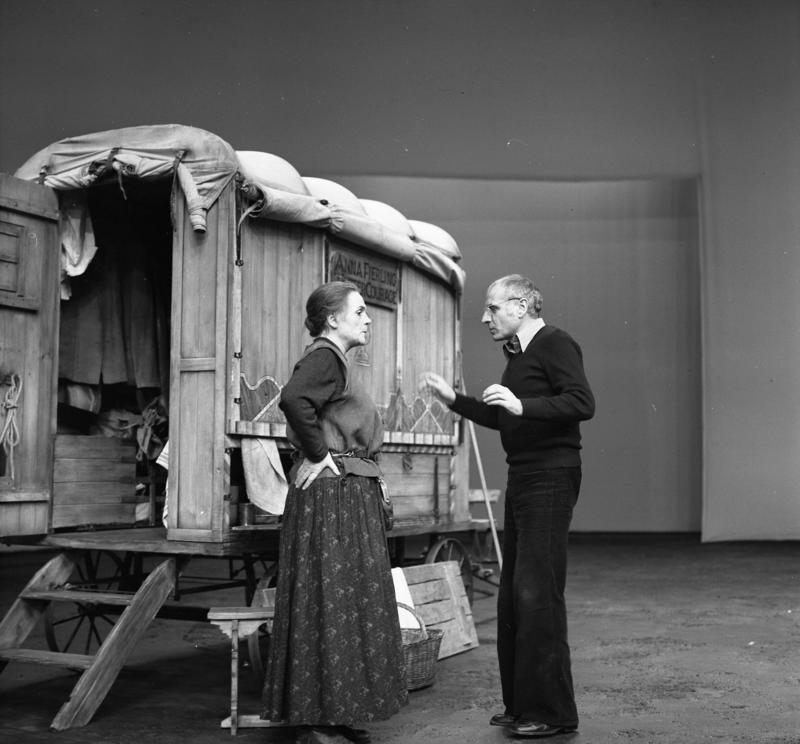
Ein Planwagen aus Mutter Courage, hier im Theater am Schiffbauerdamm, 1978 (mit Gisela May und Manfred Wekwerth)

Zwar hatte Brecht nach Angabe von Bernd Erhard Fischer erst nach mehreren Auseinandersetzungen mit der Volkspolizei am Kontrollpunkt Hoppegarten und nach zähem Ringen mit dem Ministerium des Amts für Zoll und Kontrolle des Warenverkehrs durchsetzen können, seine Reiseschreibmaschine mit aufs Land nehmen zu dürfen, den Buckowern galt er dennoch eher als privilegierter Bonze. Kontakt zur einheimischen Bevölkerung gab es so gut wie nicht. Lediglich ein einziges Gespräch mit einem Klempner, der sich bitter über die elende Lage seines Gewerbes, den aufgeblähten Beamtenapparat und die Lebensumstände insgesamt beklagte, hielt Brecht fest. Bernd Erhard Fischer schreibt weiter:

„Hier galt er offenbar als Privilegierter, der Baumaterial erhielt, wo gewöhnliche Bürger leer ausgingen. […] Was waren das auch für sonderbare Leute, die der kleine Mann mit der Ballonmütze mit dem eigenen Auto vom Bahnhof abholte? Man munkelte, daß er gleich mehrere Geliebte habe. […] Tagsüber hingen sie faul am Steg herum oder ruderten auf dem See spazieren. Das konnte nur ein Bonze sein!“

Auch der Brecht-Biograph Werner Hecht stellte fest, dass kaum einer der zweieinhalbtausend Einwohner Buckows zu Lebzeiten Brechts wusste, wer dieser Mann war und was er geschrieben und inszeniert hat. Als er sich im Auftrag des Ministeriums für Kultur 1977 daran gemacht habe, das Haus für das Publikum zu öffnen, sei er bei den Einheimischen und auch bei den örtlichen Behörden allenthalben auf Unverständnis gestoßen.

## Heutige Nutzung als Museum und Veranstaltungsort

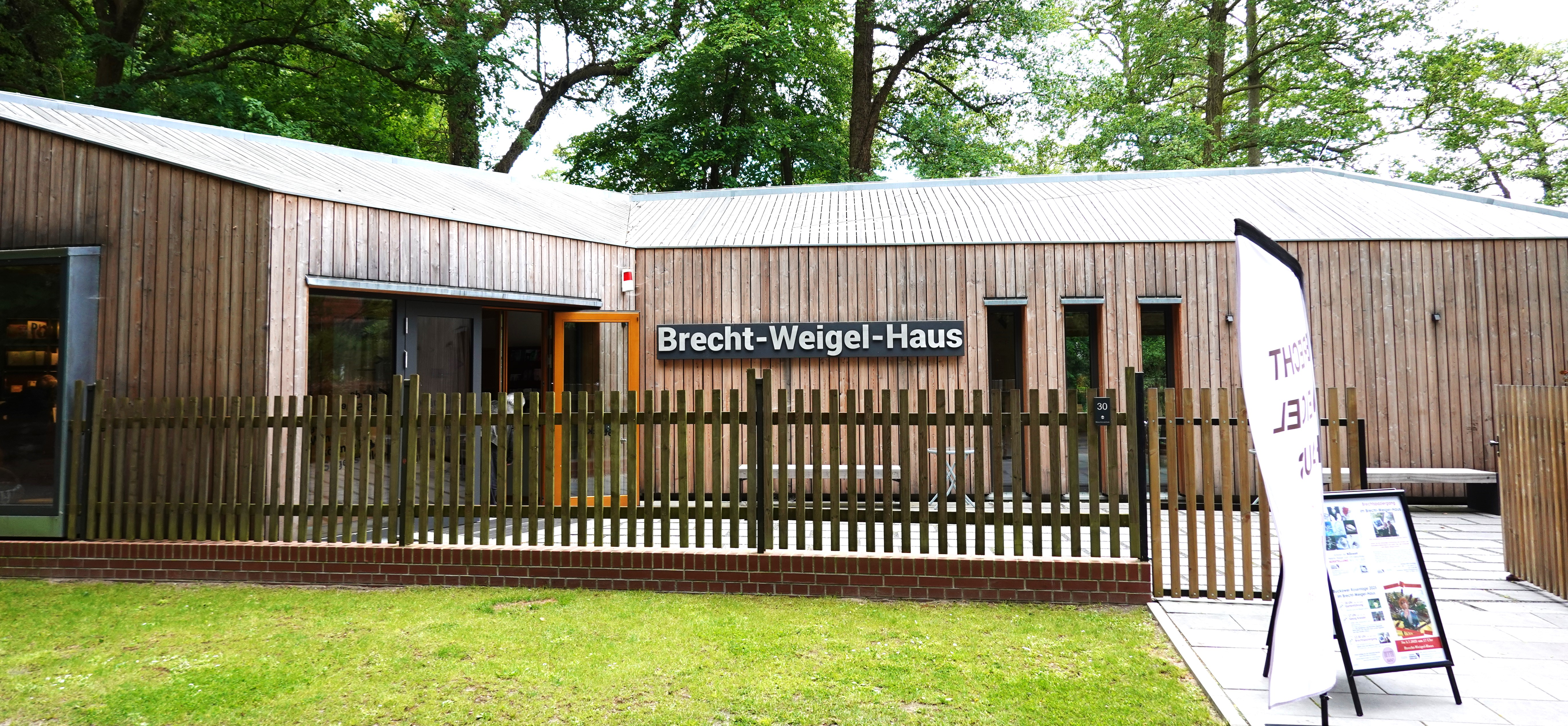
Besucherzentrum mit Veranstaltungssaal

Nach Helene Weigels Tod 1971 verkauften die Brecht-Erben den Mittelteil mit der „Eisernen Villa“ an den Staat, um darin eine Gedenkstätte einzurichten. Das Gärtnerhaus blieb im Besitz der Erben und kann nicht besichtigt werden. Es wurde von der Tochter Brechts/Weigels Barbara Brecht-Schall bis zu ihrem Tod am 31. August 2015 bewohnt.
Seit 1977 dient das Brecht-Weigel-Haus nebst Gartenanlage als Museum und Gedenkstätte für das Künstlerehepaar. Mit seinen Ausstellungen und Veranstaltungen wie dem jährlichen Literatursommer mit Lesungen, Liedernachmittagen, Konzerten, Gesprächsrunden und Filmen wurde das Haus von der Initiative Deutschland – Land der Ideen als „Ausgewählter Ort 2006“ präsentiert. Neben der „Eisernen Villa“ dient das Bootshaus als Ausstellungsort. Hier befinden sich der legendäre Planwagen aus der Inszenierung Mutter Courage und ihre Kinder im Deutschen Theater vom 11. Januar 1949 und die Kostüme von Helene Weigel, die in dieser Aufführung zum ersten Mal die Rolle der Mutter Courage spielte. Am Zaun zur Straßenseite empfängt die „Eiserne Villa“ die Besucher mit einem großen Spruchband und Brechts Worten aus dem Jahr 1951:

„Das große Carthago führte drei Kriege. Es war noch mächtig nach dem ersten, noch bewohnbar nach dem zweiten. Es war nicht mehr auffindbar nach dem dritten.“

2022 erhielt das Museum ein Besucherzentrum und einen Veranstaltungssaal für die jährlich 8.000 Besucher.